# Albizia julibrissin
El árbol de la seda, acacia de flores sedosas o acacia de Constantinopla (Albizia julibrissin); aunque no es una verdadera Acacia, sino una especie de un género próximo (Albizia), perteneciente a la misma subfamilia Mimosoideae, dentro de la familia Fabaceae.

## Descripción

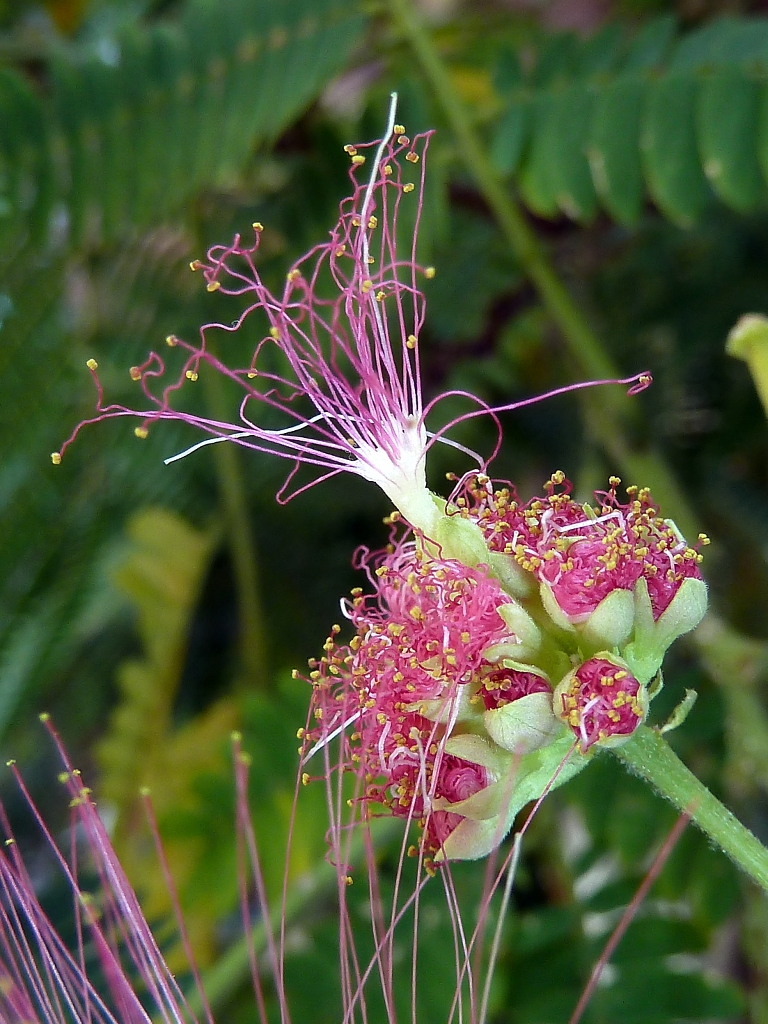
Cabezuela en antesis incipiente, con la flor central más precoz y grande.

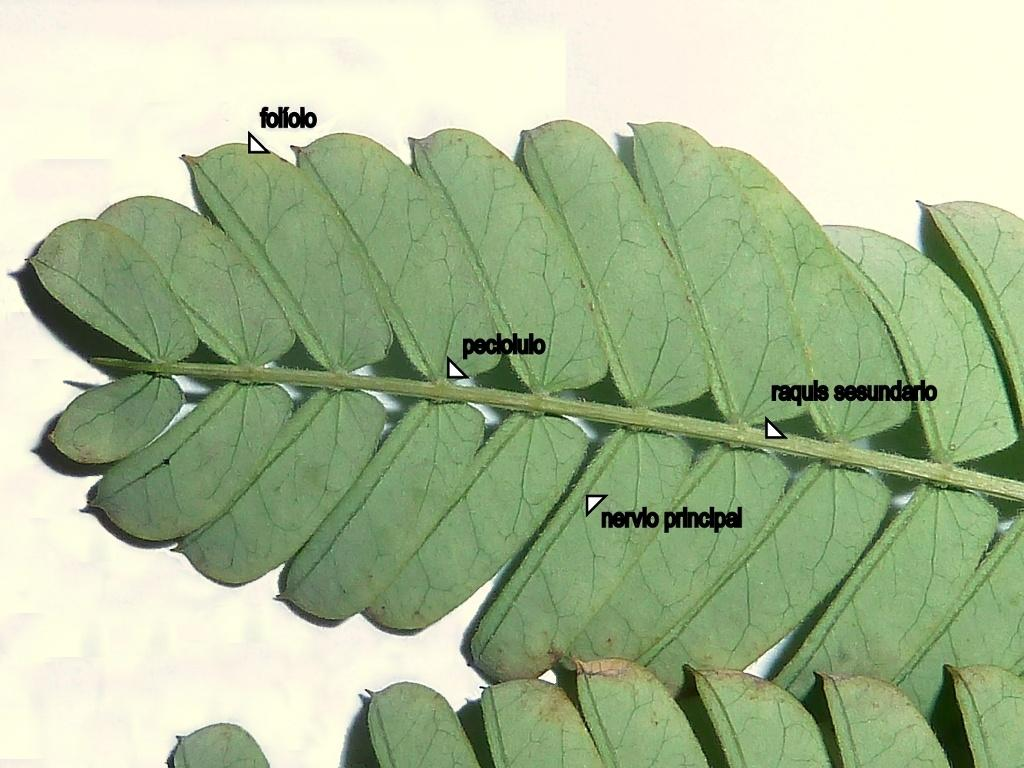
Pinna con sus componentes.

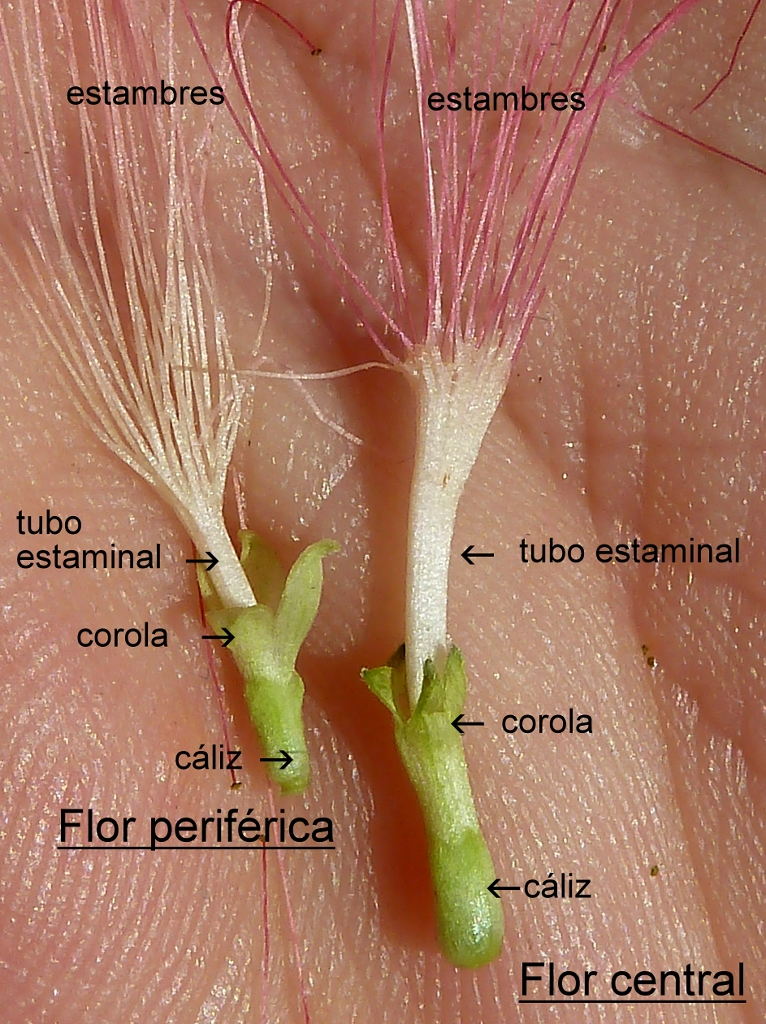
Flores, detalle.

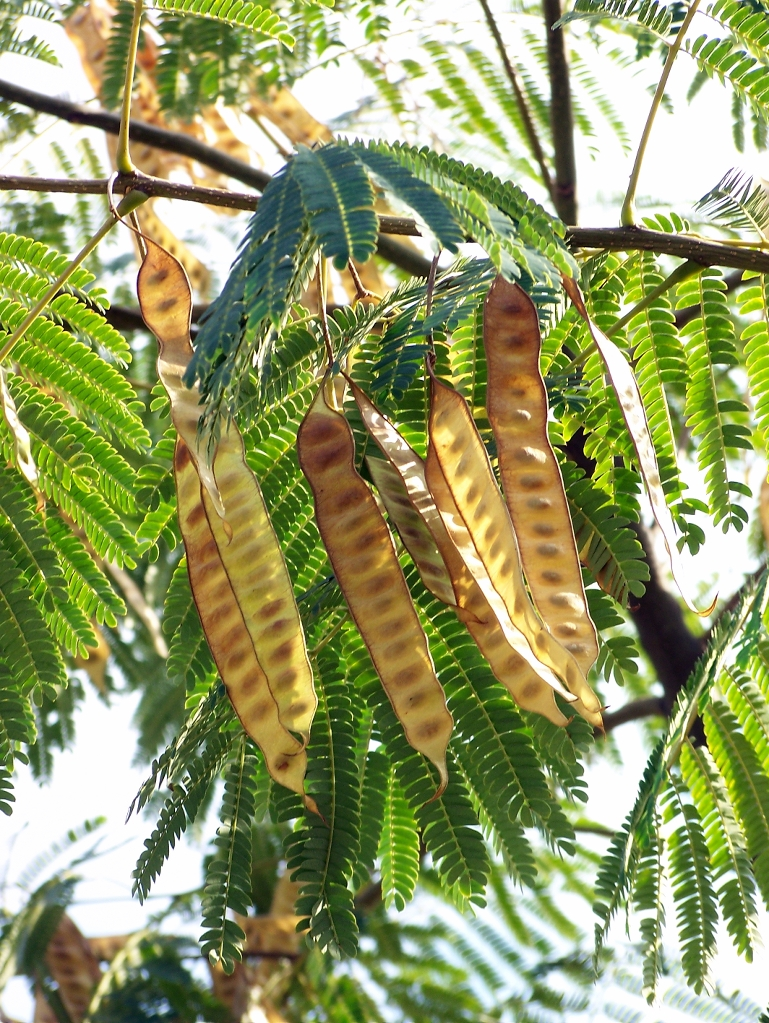
Frutos semi-maduros.

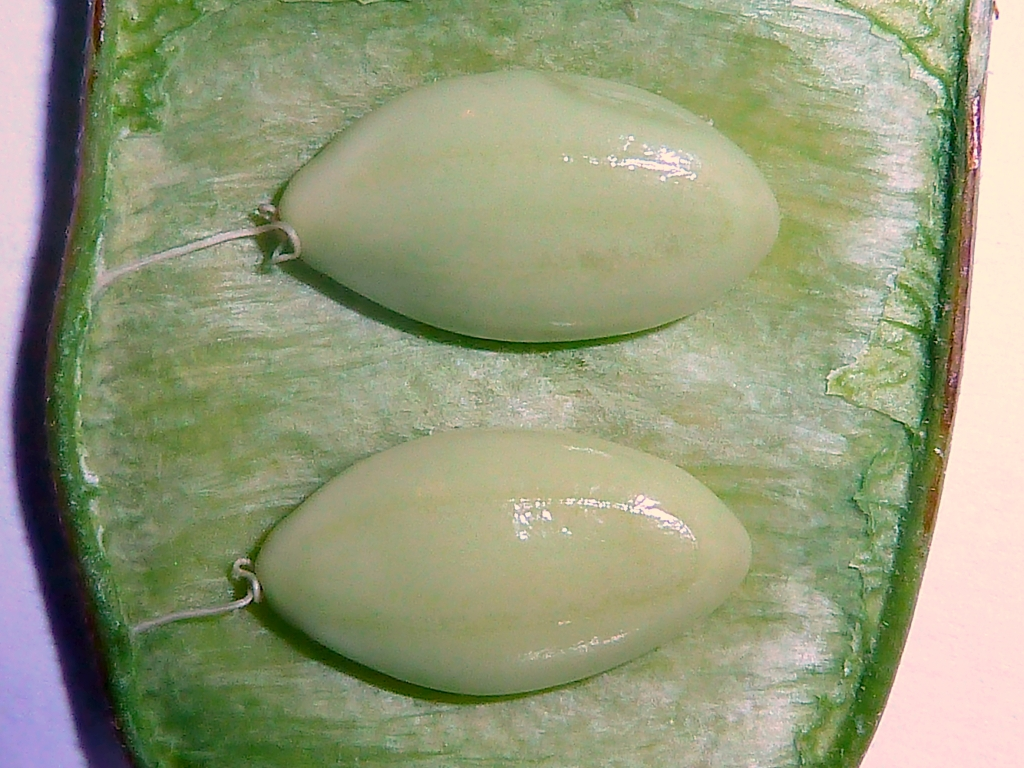
Semillas inmaduras in situ, con su funículo y con la línea fisural visible.

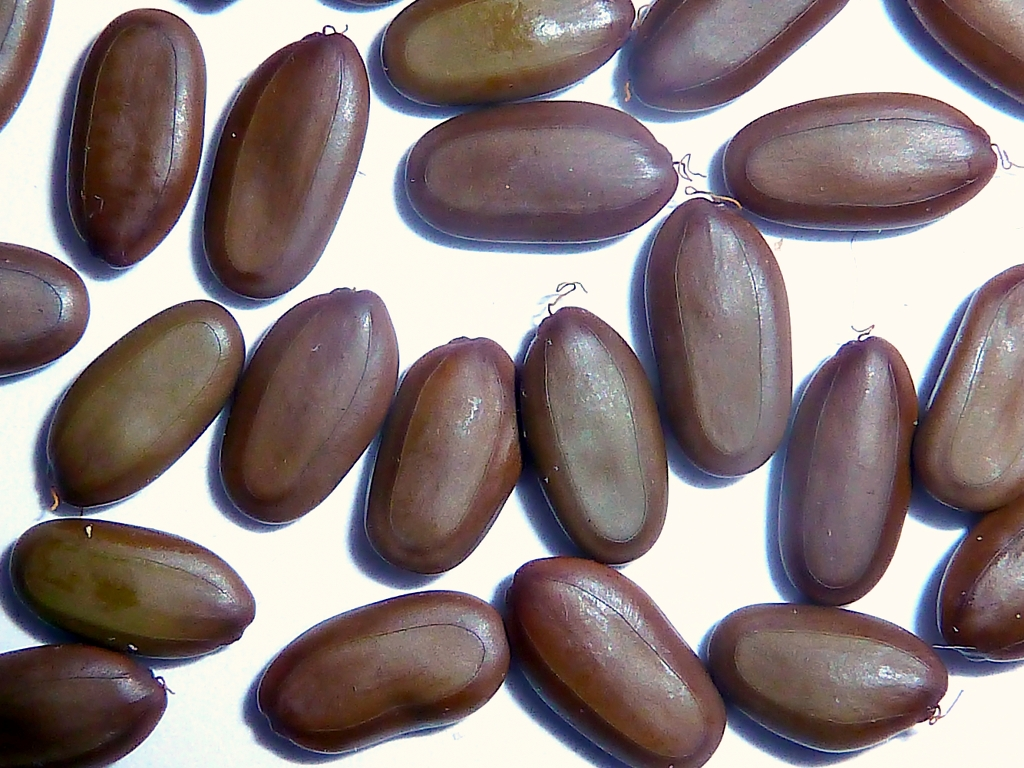
Semillas maduras; se notan restos de funículos.

Árbol caducifolio que puede llegar a los 15 m de altura, con copa ancha y abierta y de
ramitas, raquis e inflorescencia tomentosos. La corteza es de color gris oscuro y torna a color verdoso con rayas verticales a medida que envejece. Las hojas, de estipulas caducas más pequeñas que los folíolos, son bipinnadas, de 20-45 cm de largo y 12-25 cm de ancho, dividida en 6-12 pares de pinnas, cada uno con 20-30 pares de folíolos oblongos, de 1-1,5 cm de largo y 2-4 mm ancho, con el nervio principal muy desplazado hacia arriba (casi confundido con el borde) y sus peciolulos implantados en la superficie superior del raquis secundario, para facilitar el cierre de dichos folíolos en ausencia de luz. Inflorescencias de cabezas globosas dispuestas en panículas terminales de flores, insertadas en un receptáculo subesférico, con cáliz tubular pubescente de unos 3 mm discretamente penta-lobulado, y con corola también pubescente sub-centimétrica con 5 lóbulos deltoides de 1,5 mm. Una o más flores del centro de la cabezuela floral -generalmente solo una- tienen el cáliz y el tubo estaminal bastante más grandes, y sobresalen claramente de la inflorescencia; además su antesis es más precoz que la de las restantes. Los filamentos de los estambres, que son exertos y soldados en su base, son de color rosa-violáceo en su parte apical, de 2-3cm y con anteras diminutas. El fruto es una legumbre glabra y comprimida, sin tabiques, de 10-15 por 1-3 cm, verdes al principio y de color pardo y con textura membranácea al madurar, con dehiscencia elástica -lo cual hace que las semillas sean expulsadas a cierta distancia del árbol-, con semillas algo aplanadas de color marrón oscuro en la madurez, de forma ovoide, dispuestas de forma transversal perpendicular al eje de alargamiento de la legumbre, con funículo filiforme naciendo de la sutura externa del fruto, algo retorcido en su extremo distal, extremadamente frágil, de implantación algo desplazada lateralmente respecto al ápice de la semilla y con clara línea fisural. Dichas semillas pueden alcanzar un número de 35-40 en cada legumbre, aunque usualmente no pasan de 10-15. 

## Distribución
Es originaria del sureste y este de Asia, desde el este de Irán hasta China y Corea.
A mediados del siglo XVIII, se introdujo en Europa donde está ampliamente cultivada como árbol ornamental, tanto en ambiente urbano como en zonas ajardinadas. 
En la naturaleza, el árbol tiende a crecer en llanuras secas, en los valles de arena, y las tierras altas. 
Se encuentra extensamente por la geografía española; desde Gerona hasta Cádiz crecen ejemplares de Albizia julibrissin.
Se ha convertido en una especie invasora en Japón y en los Estados Unidos; en este último muy extendido desde el sur de Nueva York, Nueva Jersey, y al oeste de Connecticut a Misuri e Illinois y al sur de la Florida y Texas. También se cultiva en California y Oregón, pero allí no son invasivas.[cita requerida]

## Usos
La corteza se usa para curar heridas y como antihelmíntica. Las semillas se usan como alimento para el ganado y la fauna silvestre, y las flores, dulcemente perfumadas, son una fuente de néctar para las abejas.
Los extractos en dosis altas de A. julibrissin se ha encontrado que poseen efectos antidepresivos en ratones, muy probablemente mediados por el receptor 5-HT1A. En la medicina tradicional china Albizzia julibrissin (合欢花He Huan Hua) se utiliza para alimentar el corazón y calmar el espíritu.

## Taxonomía
Albizia julibrissin fue descrita por Antonio Durazzini y publicado en Magazzino toscano 3(4): 11, 1772.
Etimología
- Albizia: nombre genérico dedicado a Filippo Degli Albizzi, naturalista italiano del siglo XVIII que fue el primero en introducirla en Europa hacía los años 1740 desde Constantinopla.
- julibrissin: epíteto que es una corrupción del persa Gul-i Abrisham (گل ابریشم) que significa "árbol de seda", por sus flores ("Gul" گل es "flor" y "Abrisham" ابریشم significa "seda".

Variedades
Hay dos variedades aceptadas, los otros taxones infraespecíficos descritos son meras sinonimias de la especie, o bien de otras especies de Albizia:
- Albizia julibrissin var. julibrissin - La variedad típica, descrita anteriormente.
- Albizia julibrissin var. mollis. Difiere en los brotes que son densamente pubescentes.

Sinonimia
- Acacia julibrissin (Durazz.) Willd.
- Acacia nemu Willd.
- Albizia nemu (Willd.) Benth.
- Albizzia julibrissin Durazz.
- Feuilleea julibrissin (Durazz.) Kuntze
- Mimosa arborea Forssk.
- Mimosa julibrissin (Durazz.) Scop.
- Mimosa speciosa Thunb.
- Sericandra julibrissin (Durazz.) Raf.[11][12][13][14]

## Nombre común
Acacia de Constantinopla, Albizia, Árbol de la seda, Parasol de la China, Árbol de Constantinopla, Acacia de Persia, Acacia taperera.